# Praça Sete de Setembro (Natal)

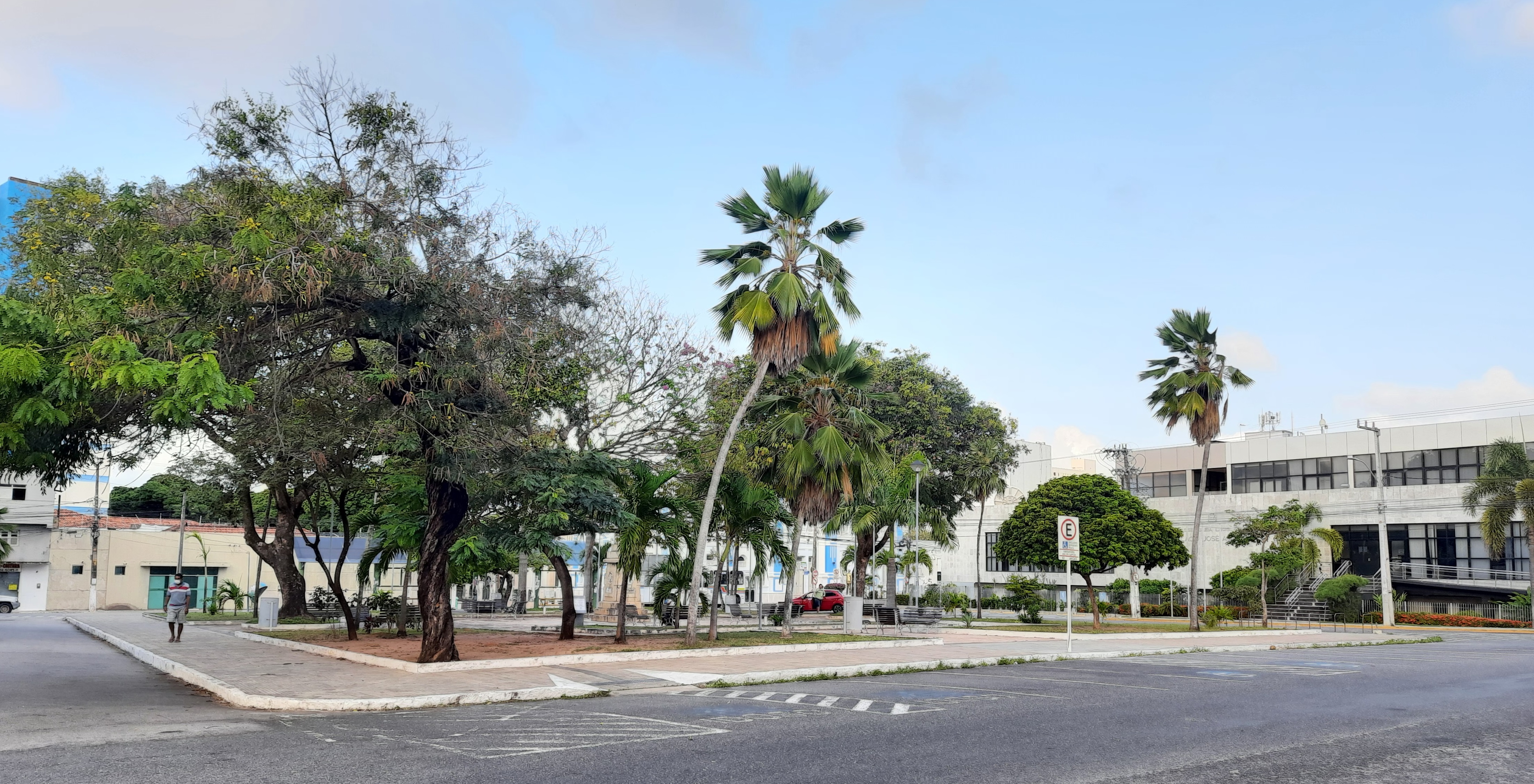
A Praça 7 de Setembro e, à direita, a Assembleia Legislativa do Rio Grande do Norte

A Praça Sete de Setembro (ou também Praça dos Três Poderes) é uma pequena praça localizada no bairro da Cidade Alta, em Natal, capital do estado do Rio Grande do Norte. Foi criada em 23 de março de 1914 por uma resolução editada por Romualdo Galvão, então o presidente da Intendência, e recebeu este nome a pedidos de professores do estado.
A praça está localizada entre alguns prédios importantes do Centro Histórico de Natal, como o Palácio Felipe Camarão, sede da prefeitura do Natal, e o Palácio da Cultura, também conhecido como Palácio Potengi, antiga sede do governo do estado. Além dessas duas construções, estão localizados nesta praça a sede Assembleia Legislativa do Rio Grande do Norte e do Tribunal de Justiça do Estado. Nas suas imediações, pode-se encontrar o Museu Café Filho, Praça André de Albuquerque e a Praça das Mães.
Em 1922 foi construído um monumento aos 100 anos da independência do Brasil, que está na praça até hoje.
Em 2010 a prefeitura, por meio da Secretária Municipal de Serviços Urbanos, realizou uma recuperação na praça, com a troca dos bancos, melhoramento do paisagismo, piso e iluminação.